# Уиджи: Проклятие Вероники
Уиджи: Проклятие Вероники (исп. Verónica) — испанский фильм ужасов 2017 года режиссёра Пако Пласа. В Испании фильм вышел 25 августа 2017 года. В России фильм вышел 8 февраля 2018 года. Кинокритики назвали фильм «самым страшным фильмом в истории».
В основу фильма легли события вокруг, как утверждалось, мистической смерти испанской девушки в результате использования доски Уиджи. События произошли с Эстефанией Гутьеррес Ласаро (Estefanía Gutiérrez Lázaro) и её семьёй в 1991 году. 18-летняя Эстефания спустя несколько месяцев после игры с доcкой Уиджи с двумя одноклассницами начала видеть и ощущать в своём доме паранормальную активность. Она умерла 14 августа 1991 года, через шесть месяцев после первой игры с доской Уиджи. После её смерти паранормальная активность в доме увеличилась. Это было зафиксировано в официально поданном рапорте работниками Национального полицейского корпуса Испании, которые стали свидетелями этих явлений 27 ноября 1992 года.

## Сюжет
1991 год. Пятнадцатилетняя Вероника живёт с матерью, младшим братом и двумя сёстрами. Их отец недавно умер, а матери приходится всё время проводить на работе. Во время солнечного затмения Вероника с двумя подругами решает использовать доску уиджи для того, чтобы поговорить со своим отцом.

## В ролях
- Сандра Эскасена — Вероника
- Бруна Гонсалес — Лусия
- Клаудия Плейсер — Ирен
- Иван Чаверо — Антонито
- Ана Торрент — Ана
- Консуэло Трухильо — Сестра Смерть
- Анхела Фабиан — Роза
- Карла Кампра — Диана
- Чема Адева — Ромеро
- Миранда Гас — Родригес

## Критика
Фильм получил положительные оценки кинокритиков. На сайте Rotten Tomatoes фильм имеет рейтинг 87 % на основе 23 рецензий критиков со средней оценкой 7/10. Консенсус критиков гласит: «пугающе эффективный фильм ужасов „Уиджи: Проклятие Вероники“ доказывает, что не нужны причудливые или экзотические ингредиенты, чтобы создать захватывающий жанр».